# Prima battaglia di Bull Run
La prima battaglia di Bull Run, chiamata anche prima battaglia di Manassas dalla Confederazione, fu combattuta il 21 luglio 1861 e fu la prima grande battaglia terrestre della guerra di secessione americana.
La differenza fra i due nomi è legata all'uso degli storici dell'Unione di riferirsi a una battaglia in base al corso d'acqua più vicino al luogo della battaglia mentre la Confederazione faceva riferimento al centro abitato più prossimo allo scontro.

## Retroscena

### La situazione militare e politica
Il 15 aprile 1861, il giorno successivo all'attacco delle forze confederate del Sud Carolina a Fort Sumter, il presidente Lincoln dichiarò che stava avvenendo un'insurrezione contro gli Stati Uniti. Poco prima, il Sud Carolina e sette altri stati del Sud avevano dichiarato la secessione dall'Unione e avevano formato la Confederazione degli Stati d'America.
Per sopprimere la ribellione e ripristinare la legge federale negli stati del Sud, Lincoln richiamò 75 000 volontari con una ferma di 90 giorni per integrare i circa 15 000 regolari dell'esercito statunitense. Più tardi accettò altri 40 000 volontari e aumentò l'esercito all'incirca di altri 5 000 coscritti. Tali iniziative portarono alla secessione di altri quattro Stati, inclusa la Virginia, e il 1° di giugno la capitale della Confederazione fu spostata da Montgomery, Alabama, a Richmond, Virginia.
A Washington il Generale in Capo Winfield Scott preparò una strategia per reprimere la ribellione. Aveva pianificato che un'armata forte di 80 000 uomini avrebbe dovuto risalire il Mississippi e catturare New Orleans. Nel frattempo l'esercito avrebbe "strangolato" la Confederazione a Ovest e la marina bloccato i porti lungo l'est e il Golfo del Messico. La stampa ridicolizzò il piano di Scott chiamandolo "il Piano Anaconda". Altri pensavano che la cattura di Richmond, a un centinaio di miglia da Washington, avrebbe posto fine alla guerra. Dal luglio del 1861, migliaia di volontari erano accampati dentro e intorno a Washington. Data la veneranda età di Scott (aveva 75 anni), non essendo più fisicamente abile a guidare le forze unioniste, l'amministrazione cercò un comandante sul campo più adatto

### Irvin McDowell
Il segretario del Tesoro Salmon P. Chase, appoggiò la nomina del quarantaduenne Maggiore Irvin McDowell. Sebbene McDowell si fosse diplomato a West Point, aveva avuto solo limitate esperienze di comando. Difatti aveva avuto fino a quel punto solo incarichi amministrativi. L'influenza di Chase lo aveva portato alla promozione a un grado, quello di Brigadiere generale dell'esercito, che superava di ben tre gradi quello precedente. Così il 27 maggio il Presidente Lincoln gli assegnò il comando del Dipartimento del Nordest Virginia, che includeva anche le forze dentro e intorno a Washington. Cominciò immediatamente a riorganizzare i 35 000 a disposizione creando l'Armata della Virginia Nord-Orientale, e li suddivise in cinque divisioni. Le forti pressioni, politiche e pubbliche, per iniziare le operazioni di attacco gli dettero poco tempo per addestrare le truppe. Le unità furono istruite sulle manovre dei reggimenti, ma non furono addestrate a livello di brigata o di divisione. Controvoglia fu costretto a iniziare le operazioni.

### Intelligence
Durante l'anno precedente, il capitano dell'esercito Thomas Jordan mise in atto una rete di spie confederate a Washington, inclusa Rose O'Neal Greenhow, una esponente dell'alta società con un gran numero di contatti. Jordan le lasciò il controllo delle spie per rientrare nell'esercito confederato, ma continuò a ricevere i suoi rapporti. Il 9 e il 16 luglio 1861 Greenhow passò informazioni segrete al Generale Confederato P.G.T. Beauregard, che contenevano i movimenti dell'esercito unionista per quella che sarebbe stata la Prima Battaglia di Bull Run.

### Gli eserciti
Sia l'esercito unionista che quello confederato erano composti perlopiù da reclute.
Per quanto riguarda le divise e le bandiere si creò molta confusione sul campo di battaglia: i nordisti indossavano le classiche uniformi blu mentre molti sudisti non indossavano uniformi grigie, infatti molti soldati e ufficiali vestivano uniformi nordiste.
Inoltre non era ancora stata adottata la famosa bandiera da battaglia sudista, ma si usava la "Stars and Bars", molto simile alla bandiera degli Stati Uniti. 

### Il piano di McDowell e i movimenti iniziali nella Campagna di Manassas
Il 16 luglio 1861 McDowell partì da Washington con la più grande armata fin lì riunita nel continente nordamericano, con circa 35 000 uomini (28 452 effettivi) Il piano di McDowell prevedeva di muoversi verso Ovest in tre colonne e portare un attacco diversivo alla linea confederata con due colonne a Bull Run, mentre la terza si sarebbe mossa intorno al fianco destro confederato per poi muoversi verso sud minacciando le linee di comunicazione per Richmond e attaccando l'esercito nemico alle spalle. McDowell pensava che così facendo i confederati sarebbero stati costretti a ritirarsi verso il fiume Rappahannock, togliendo la minaccia diretta verso Washington. Il generale unionista sperava che il suo esercito sarebbe arrivato a Centreville il 17 luglio, ma le truppe non erano abituate a marce forzate. Lungo il percorso i soldati rompevano i ranghi per andare a cogliere mele e per abbeverarsi, senza badare agli ordini dei loro ufficiali di stare al loro posto.
L'Armata Confederata del Potomac (21 883 effettivi), al comando di Beauregard, si era accampata a Manassas Junction, a circa 40 km dalla capitale degli Stati Uniti. McDowell aveva pianificato di attaccare l'esercito confederato, di minori dimensioni rispetto a quello unionista. I 18 000 uomini del Maggiore Generale Robert Patterson ingaggiarono gli 8 884 uomini dell'Armata dello Shenandoah (con una brigata di 1465 uomini al comandi del Maggiore Generale Theophilus H. Holmes), al comando di Joseph E. Johnston, per evitare che si riunissero con l'esercito di Beauregard.

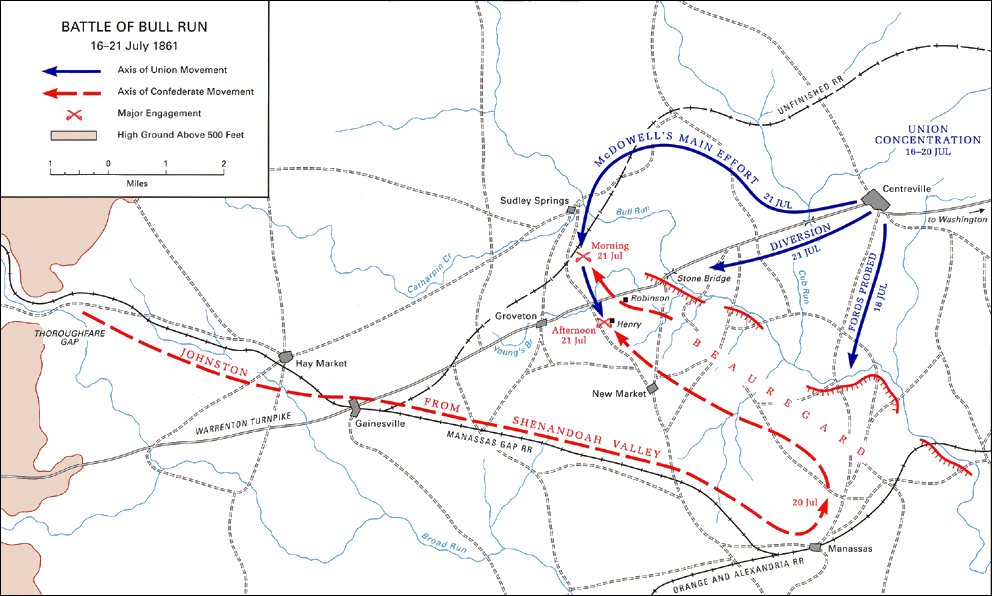
I movimenti dei due eserciti dal 16 al 21 luglio

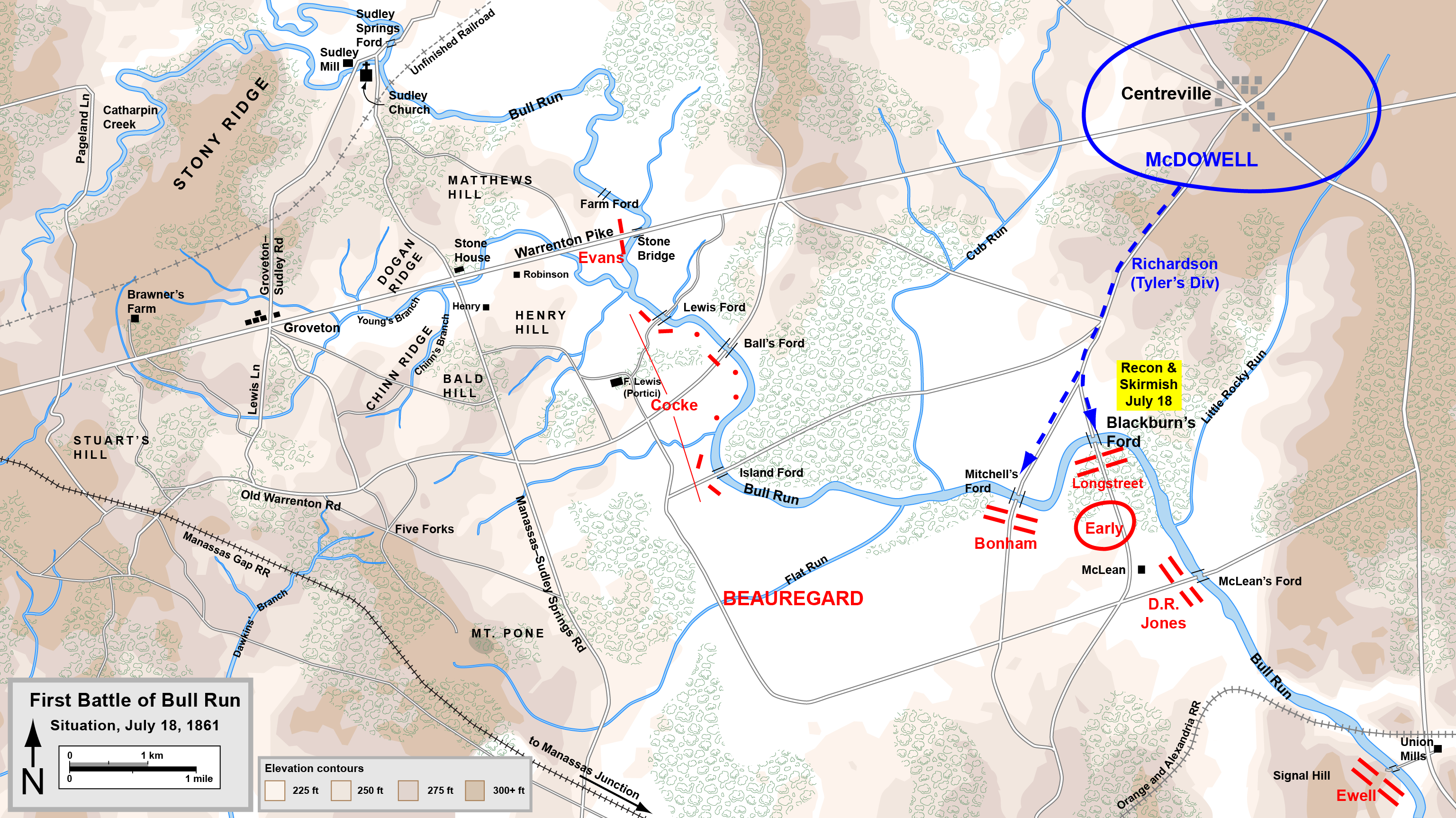
La situazione dei due eserciti il 18 luglio

Dopo due giorni di lenta marcia al caldo soffocante fu permesso alle truppe unioniste di riposare il 18 luglio a Centreville. McDowell ridusse le dimensioni del suo esercito a circa 31 000, inviando il Brigadier Generale Theodore Runyon con 5 000 uomini a proteggere i fianchi. Nel frattempo McDowell cercava in tutti i modi di aggirare i fianchi di Beauregard, che aveva impostato la linea difensiva a Bull Run. Il 18 luglio il comandante unionista ordinò al Brigadier Generale Daniel Tyler di muoversi contro il fianco destro confederato. Venne però coinvolto in una schermaglia a Blackburn's Ford e non fece progressi. Allo stesso tempo il 18 luglio Johnston ricevette un telegramma con cui Beauregard richiedeva soccorso. Johnston si mosse così da Winchester verso mezzogiorno, mentre la cavalleria di Stuart schermava i suoi movimenti alla vista degli uomini di Patterson. Patterson credette così che Johnston fosse rimasto a Winchester.
McDowell era sicuro che per avere successo il suo esercito doveva muoversi velocemente. Aveva sentito voci riguardo al fatto che Johnston si stesse dirigendo a Manassas Junction. Se le voci erano vere McDowell non avrebbe più dovuto fronteggiare 22000 uomini, ma 34000. Un'altra ragione per agire rapidamente era che la ferma di novanta giorni di molti dei suoi reggimenti stava per finire. In breve tempo McDowell avrebbe perso migliaia di uomini, e in effetti la mattina dopo due unità al suo comando finirono il periodo di ferma, e non ascoltarono la preghiera di McDowell di rimanere per altri pochi giorni
Mosso dalla frustrazione, McDowell decise di attaccare il fianco sinistro al posto di quello destro. Pianificò di attaccare a Stone Bridge con la divisione del Brigadier Generale Daniel Tyler e di mandare le divisioni dei Brigadieri Generali David Hunter e Samuel P. Heintzelman verso Sudley Springs Ford. Da qui queste divisioni potevano minacciare il fianco confederato. La brigata del Colonnello Israel B. Richardson (della divisione di Tyler) avrebbe impegnato il nemico a Blackburn's Ford, per evitare che i confederati si concentrassero sull'attacco principale. Patterson avrebbe fermato Johnston nella valle dello Shenandoah per evitare che si riunisse con le forze dell'armata confederata principale. Il piano di McDowell poteva sembrare sensato, ma aveva dei difetti: necessitava della perfetta sincronia dei movimenti delle forze coinvolte, cosa che non poteva essere richiesta al nascente esercito; inoltre le forze di Johnston presenti nella valle erano già riuscite a imbarcarsi sui treni a Piedmont Station e a riunirsi con l'esercito di Beauregard.

### Preludio alla battaglia
Il 19-20 luglio Johnston riuscì ad arrivare a Bull Run con tutta la sua armata, eccetto le truppe del Brigadiere Generale Kirby Smith, ancora in viaggio. La maggior parte dei nuovi arrivati furono inviati in prossimità di Blackburn's Ford. Il piano di Beauregard prevedeva di attaccare da lì verso nord in direzione di Centreville. Johnston approvò il piano.

## Ordine di battaglia

### Armata della Virginia nord-orientale
Brigadiere Generale Irvin McDowell, in comando
General Staff:
- Capo d'Artiglieria: Maggiore William F. Barry
- Capo Ingegnere: Maggiore John G. Barnard
- Capo Quartiermastro: Capitano Otis H. Tillinghast (mw)

| Divisione                                                | Brigata                                                            | Reggimenti and altre unità |
| -------------------------------------------------------- | ------------------------------------------------------------------ | --- |
| Prima Divisione BG Daniel Tyler                          | Prima Brigata Col Erasmus D. Keyes                                 | - 1st Connecticut: Ltc John Speidel - 2nd Connecticut: Col Alfred H. Terry - 3rd Connecticut: Col John L. Chatfield - 2nd Maine: Col Charles D. Jameson |
| Prima Divisione BG Daniel Tyler                          | Seconda Brigata BG Robert C. Schenck                               | - 2nd New York (Militia): Col George W. B. Tompkins - 1st Ohio: Col Alexander M. McCook - 2nd Ohio: Ltc Rodney Mason - 1st United States Artillery, Company G (Second Section): Lt Peter C. Hains - 2nd United States Artillery, Company E: Cpt James H. Carlisle |
| Prima Divisione BG Daniel Tyler                          | Terza Brigata Col William T. Sherman                               | - 13th New York: Col Isaac F. Quinby - 69th New York: Col Michael Corcoran (w&c), Cpt James Kelly - 79th New York: Col James Cameron (k) - 2nd Wisconsin: Ltc Henry W. Peck - 3rd United States Artillery, Company E: Cpt Romeyn B. Ayres |
| Prima Divisione BG Daniel Tyler                          | Quarta Brigata Col Israel B. Richardson                            | - 1st Massachusetts: Col Robert Cowdin - 2nd Michigan: Maj Adolphus W. Williams - 3rd Michigan: Col Daniel McConnell, Ltc Ambrose A. Stevens - 12th New York: Col Ezra L. Walrath - 1st United States Artillery, Company G (First Section): Lt John Edwards, Jr. - 2nd United States Artillery, Company M: Cpt Henry J. Hunt |
| Seconda Divisione Col David Hunter (w) Col Andrew Porter | Prima Brigata Col Andrew Porter                                    | - 8th New York (Militia): Col George Lyons - 14th New York (Militia): Col Alfred M. Wood (w), Ltc Edward B. Fowler - 27th New York: Col Henry W. Slocum (w), Maj Joseph J. Bartlett - United States Infantry Battalion (8 companies): Maj George Sykes - United States Marine Corps Battalion (4 companies): Maj John G. Reynolds - United States Cavalry Battalion (7 companies): Maj Innis N. Palmer - 5th United States Artillery, Company D: Cpt Charles Griffin |
| Seconda Divisione Col David Hunter (w) Col Andrew Porter | Seconda Brigata Col Ambrose Burnside                               | - 2nd New Hampshire: Col Gilman Marston (w), Ltc Frank S. Fiske - 71st New York: Col Henry P. Martin - 1st Rhode Island: Maj Joseph P. Balch - 2nd Rhode Island: Col John S. Slocum (k), Ltc Frank Wheaton - 2nd Rhode Island Battery: Cpt William H. Reynolds |
| Terza Divisione Col Samuel P. Heintzelman (w)            | Prima Brigata Col William B. Franklin                              | - 5th Massachusetts: Col Samuel C. Lawrence (w) - 11th Massachusetts: Col George Clark, Jr. - 1st Minnesota: Col Willis A. Gorman - 4th Pennsylvania (not present at battle):Longacre, p. 283 Col John F. Hartranft - 1st United States Artillery, Battery I: Cpt James B. Ricketts (w/c), Lt Edmund Kirby |
| Terza Divisione Col Samuel P. Heintzelman (w)            | Seconda Brigata Col Orlando B. Willcox (w&c) Col J. H. Hobart Ward | - 1st Michigan: Maj Alonzo F. Bidwell - 4th Michigan: Col Dwight A. Woodbury - 11th New York: Ltc Noah L. Farnham (w) - 38th New York: Col J. H. Hobart Ward, Ltc Addison Farnsworth - 2nd United States Artillery, Company D: Cpt Richard Arnold |
| Terza Divisione Col Samuel P. Heintzelman (w)            | Terza Brigata Col Oliver O. Howard                                 | - 3rd Maine: Maj Henry G. Staples - 4th Maine: Col Hiram G. Berry - 5th Maine: Col Mark H. Dunnell - 2nd Vermont: Col Henry Whiting |
| Quarta (di riserva) Divisione BG Theodore Runyon         | non suddivisa in brigate                                           | - 1st New Jersey Milizia: Col Aldolphus J. Johnson - 2nd New Jersey Milizia: Col Henry M. Baker - 3rd New Jersey Milizia: Col William Napton - 4th New Jersey Milizia: Col Matthew Miller, Jr. - 1st New Jersey: Col William R. Montgomery - 2nd New Jersey: Col George W. McLean - 3rd New Jersey: Col George W. Taylor - 41st New York: Col Leopold von Gilsa |
| Quinta Divisione Col Dixon S. Miles                      | Prima Brigata Col Louis Blenker                                    | - 8th New York: Ltc Julius Stahel - 29th New York: Col Adolph von Steinwehr - 39th New York: Col Frederick G. D'Utassy - 27th Pennsylvania: Col Max Einstein - 2nd United States Artillery, Company A: Cpt John C. Tidball - Brookwood's New York Battery: Cpt Charles Brookwood |
| Quinta Divisione Col Dixon S. Miles                      | Seconda Brigata Col Thomas A. Davies                               | - 16th New York: Ltc Samuel Marsh - 18th New York: Col William A. Jackson - 31st New York: Col Calvin E. Pratt - 32nd New York: Col Roderick N. Matheson - 2nd United States Artillery, Company G: Lt Oliver D. Greene |

## La battaglia

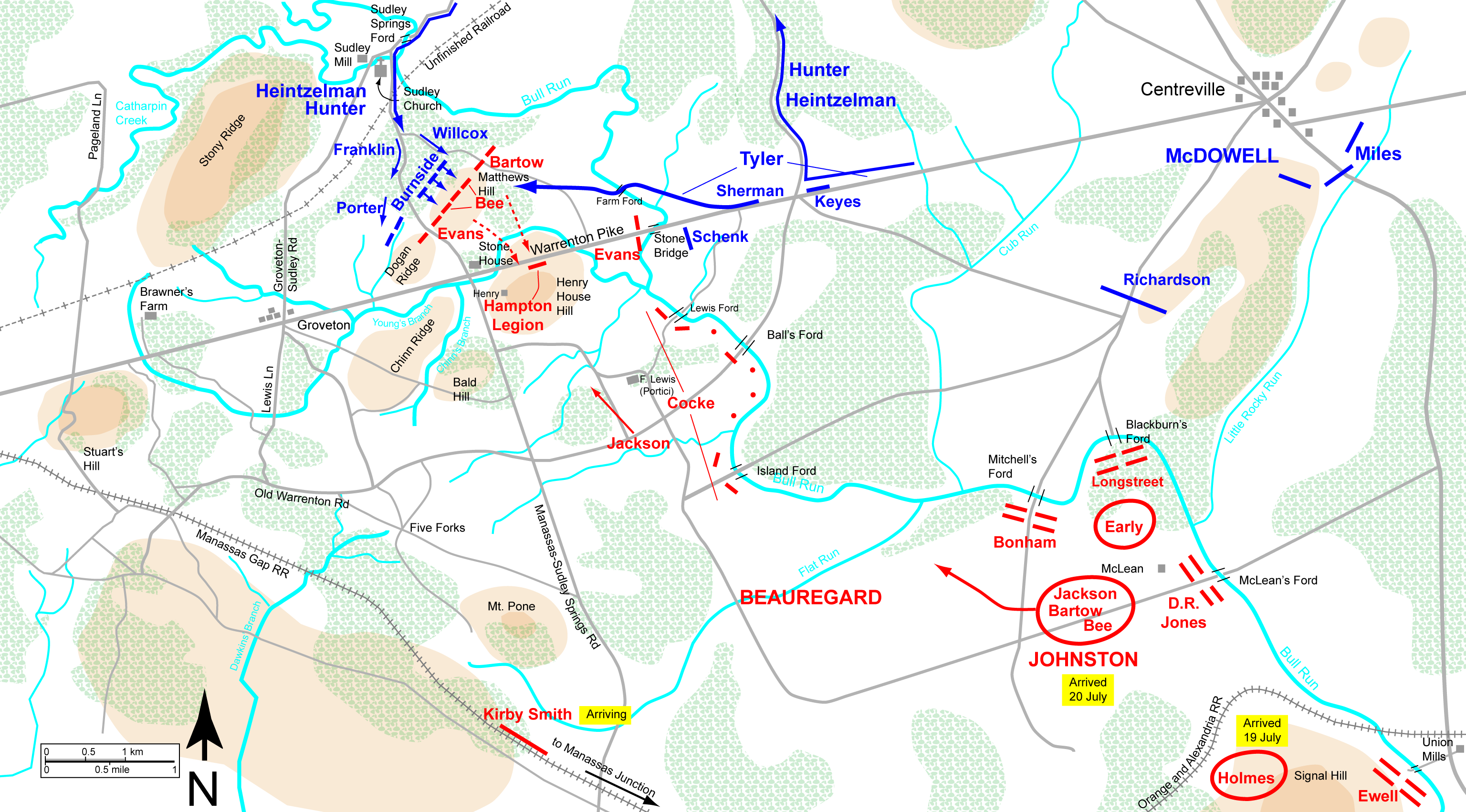
La mattina del 21 luglio

### Mattina

#### Matthew Hill
Il mattino del 1861 mandò le divisioni di Hunter e Heintzelman (circa 12 000 uomini) da Centreville alle 2.30 verso sudovest in direzione di Warrenton Turnpike, quindi cambiarono direzione, verso nordovest in direzione Sudley Spring. La direzione di Tyler marciava verso Stone Bridge. Ci furono immediatamente problemi logistici dovuti all'inesperienza delle truppe. La divisione di Tyler bloccò le colonne dei fianchi al casello. Le unità successive trovarono inadeguate le strade di avvicinamento a Sudley Spring, e non riuscirono a attraversare Bull Run fino alle 9:30. Tyler raggiunse Stone Bridge alle 6.

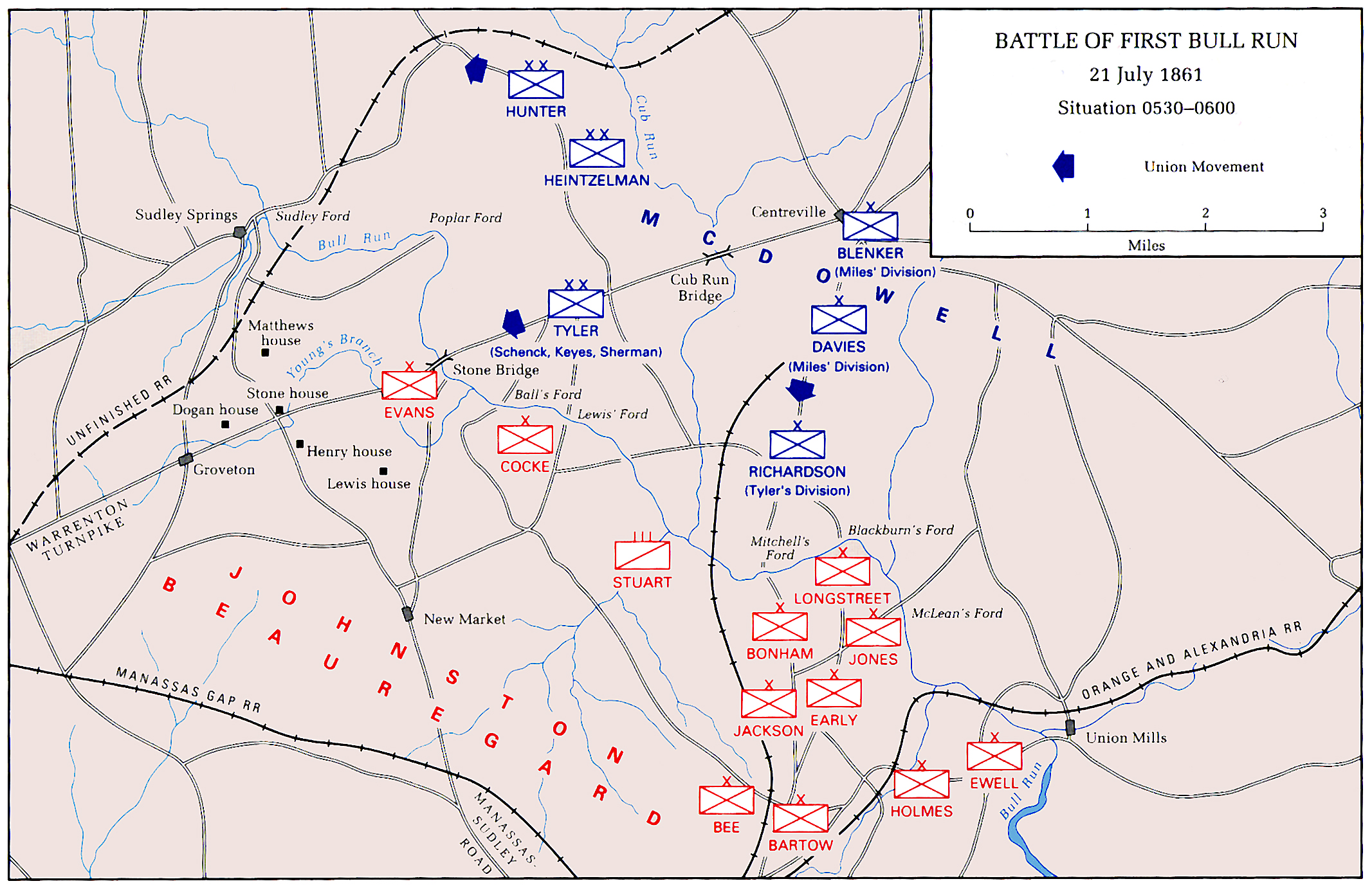
Situazione alle 05:30-06:00 (21 luglio, 1861)

Alle 5:15 la brigata di Richardson sparò qualche colpo di artiglieria su Mitchell's Ford, nel fianco destro confederato, alcuni dei quali colpirono il quartier generale confederato mentre Beauregard faceva colazione, e questo gli fece capire che i suoi piani offensivi non erano più attuabili. Nonostante questo volle far partire alcuni attacchi dimostrativi, che però non furono messi in pratica per la cattiva comunicazione degli ordini. Sebbene Beauregard volesse che il Brigadiere Generale Richard S. Ewell guidasse l'attacco, Ewell ricevette l'ordine di "tenersi pronto ad avanzare da un momento all'altro". Il Brigadiere Generale D.R. Jones si aspettava di dover supportare l'attacco di Ewell, ma alla fine si trovò ad attaccare da solo. Anche Holmes avrebbe dovuto supportare l'attacco, ma non ricevette ordini.
I 20000 unionisti che convergevano sul fianco sinistro confederato si trovarono sulla loro strada solo i 1100 uomini del Colonnello Nathan "Shanks" Evans. Evans aveva spostato parte dei suoi uomini per intercettare la diretta minaccia della divisione di Tyler, ma cominciò a sospettare che il debole attacco portato dalla brigata unionista del Brigadier Generale Robert C. Schenck fosse solo una finta. Fu informato dei movimenti unionisti sui fianchi attraverso Sudley Spring dal Capitano Edward Porter Alexander, ufficiale osservatore di Beauregard, scrutando da 13 km di distanza verso sud est su Signal Hill. Nel primo esempio nella storia di messaggi telegrafici tramite segnali luminosi Alexander mandò questo messaggio: "Attenti al vostro fianco sinistro. La vostra posizione è stata aggirata" In fretta Evans spostò 900 uomini da Stone Bridge alle pendici di Matthews Hill, una bassa altura a nordovest delle loro precedenti posizioni.

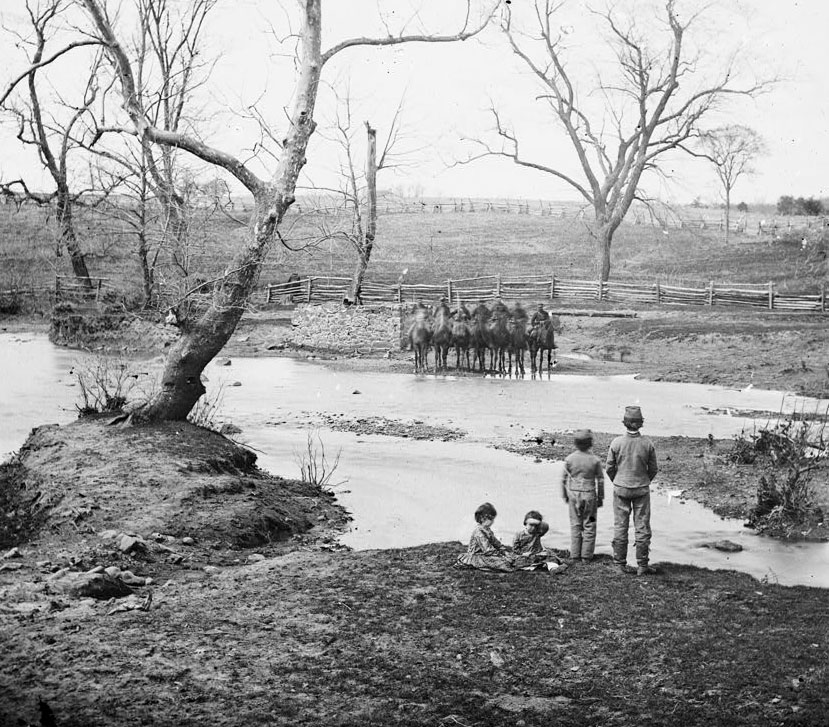
Cavalleria unionista a Sudley Spring Ford

Tra gli attacchi dei confederati che mi miravano a contrastare quelli unionisti c'era quello lanciato dal Maggiore Roberdeau Wheat del Primo Battaglione speciale delle "Tigri della Louisiana", con l'obbiettivo di scompaginare le file unioniste in preparazione dell'attacco. L'attacco non ebbe successo e a Wheat, ferito, fu ordinato di ritirarsi. Nel frattempo Evans ricevette altre due brigate al comando del Brigadiere Generale Barnard Bee e del Colonnello Francis S. Bartow, portando il numero degli uomini sul fianco a 2800. Il loro intervento riuscì a rallentare la brigata d'avanguardia di Hunter (guidata dal Brigadier Generale Ambrose Burnside) nel tentativo di guadare Bull Run e avanzare verso Young's Branch, all'estremo di nordest della collina di Henry House. Una brigata della divisione di Tyler, guidata dal Colonnello William T. Sherman, superò il Bull Run attraverso un guado incustodito e attaccò il fianco destro dei Confederati. L'attacco a sorpresa, insieme alla pressione delle truppe di Burnside e del Maggiore George Sykes, fece collassare la linea dei difensori, costringendo i confederati a una ritirata disordinata a Henry House Hill. Erano le ore 11:30

### Mezzogiorno

#### Henry House Hill
Mentre i confederati si ritiravano da Matthew Hill, le truppe rimanenti al comando Evan, Bee e Bartow ricevettero la copertura dei quattro cannoni da 6 libbre del Capitano John D. Imboden che così facendo rallentò l'avanzata unionista e permise ai confederati di riorganizzarsi a Henry House Hill. Fortunatamente per loro, McDowell decise di non continuare l'avanzata, preferendo il bombardamento delle posizioni nemiche con le batterie del Capitano James B. Ricketts (Batteria I, 1st U.S. Artillery) e del Capitano Charles Griffin (Batteria D, 5th U.S.) da Dogan's Ridge.

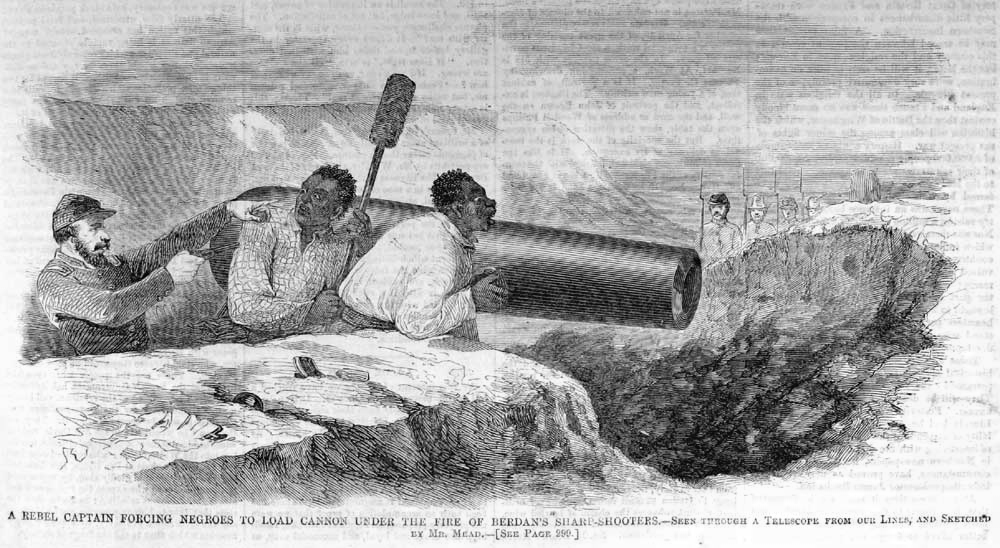
Una immagine del 1862 che illustra un ufficiale confederato che obbliga due schiavi a ricaricare un cannone.

La Brigata della Virginia del Brigadier Generale Thomas J. Jackson arrivò in aiuto dei disorganizzati confederati verso mezzogiorno, accompagnata dalla Legione di Hampton del Colonnello Wade Hampton e dalla cavalleria di J.E.B. Stuart. Jackson posizionò i suoi cinque reggimenti nel versante opposto della collina, riparati dal fuoco nemico diretto, e riuscì a raccogliere 13 cannoni, che mise sulla cresta. Il rinculo dei cannoni li faceva tornare alle pendici, e da lì potevano essere ricaricati al sicuro. Nel frattempo McDowell ordinò alle batterie di artiglieria di Ricketts e Griffin di muoversi da Dogan's Ridge verso la collina per dare supporto diretto alla fanteria. Gli 11 pezzi di artiglieria unionisti ingaggiarono un cruento duello contro i 13 confederati. La distanza tra le due batterie era di soli 270 metri. Diversamente da altri scontri durante la Guerra Civile, in questo caso i cannoni unionisti non erano avvantaggiati. I pezzi unionisti dovettero avvicinarsi molto per poter attaccare l'artiglieria nemica, e questo annullava il vantaggio dato dalla canna rigata contro la canna liscia dei cannoni confederati. Così molti proiettili volarono al di sopra dei bersagli.

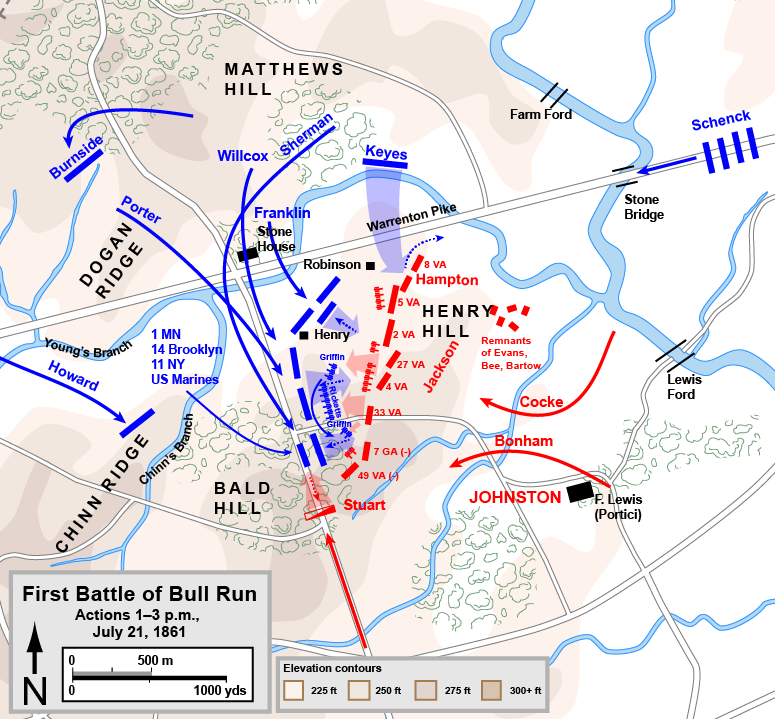
L'attacco a Henry House Hill, ore 14.00

La situazione per i confederati divenne molto difficile. Gli unionisti non diminuivano la pressione sulle truppe sudiste. In questa fase della battaglia Bee pronunciò una frase che rimarrà nella storia della Guerra Civile. Nel tentativo di incoraggiare le sue truppe esclamò: "Guardate! Jackson resiste come un muro di pietra!". Da quel momento Jackson fu chiamato con il soprannome di "Stonewall". In realtà il vero significato di quella frase si è perso per sempre dato che Bee fu colpito mortalmente subito dopo aver pronunciato quelle parole, e i suoi sottoposti non hanno tenuto un rapporto scritto sulla battaglia. Può darsi anche che Bee fosse deluso dall'incapacità di Jackson di portare aiuto alla sua brigata e a quella di Bartow: "Jackson è fermo come un muro di pietra"
Il comandante di Artiglieria Griffin decise di spostare due cannoni a sud della sua linea, cercando di colpire d'infilata i confederati. Verso le 15 i due cannoni vennero travolti dal 33º Virginia poiché il Maggiore William F. Barry, diretto superiore di Griffin, li confuse con truppe unioniste per il colore blu delle loro divise, e ordinò a Griffin di non aprire il fuoco. Le scariche ravvicinate del 33º Virginia e gli attacchi ai fianchi della cavalleria di Stuart dispersero le truppe dell'11º Reggimento di Fanteria Volontaria di New York, che supportava le batterie unioniste. Per capitalizzare il successo, Jackson ordinò a due reggimenti di attaccare i cannoni di Rickett e di catturarli. Siccome altre forze unioniste parteciparono agli scontri, nel corso della giornata i cannoni passarono di mano diverse volte.

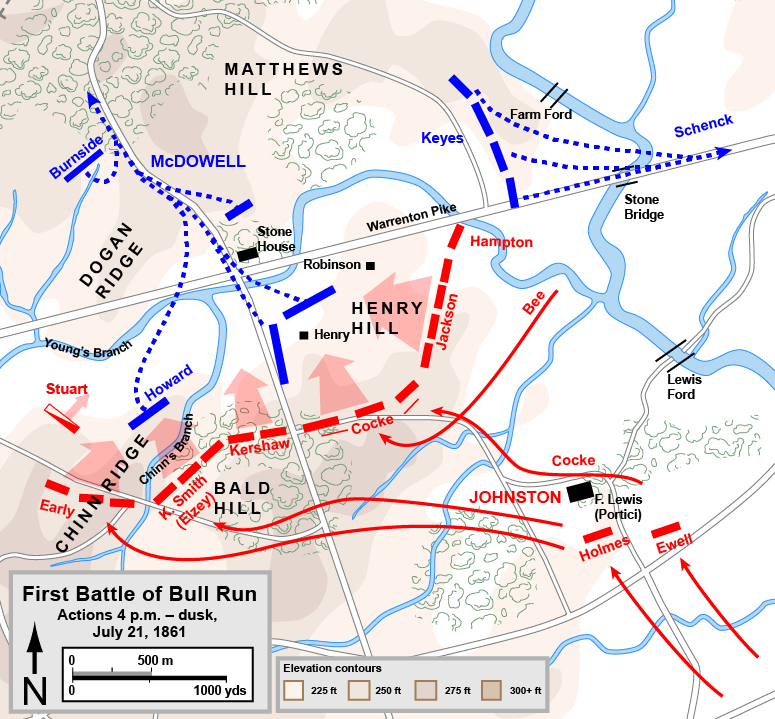
La ritirata unionista, ore 16.00.

La cattura dei cannoni cambiò le sorti della battaglia. McDowell portò a 15 il numero dei reggimenti coinvolti negli scontri sulla collina. Nonostante le truppe unioniste superassero quelle confederate di 2 a 1 fu impossibile per gli unionisti di far combattere più di due reggimenti in contemporanea a volta. Jackson si rivolse così al 4º Fanteria della Virginia prima dell'attacco: "Conservate il fuoco finché non arrivate a 50 iarde. Poi sparate e attaccateli con la baionetta. E mentre caricate urlate come furie!". Per la prima volta nella guerra civile gli unionisti sentirono l'inquietante rumore del Rebel Yell. Verso le 16 le ultime truppe unioniste si ritirarono da Henry House Hill, in seguito alla carica di due reggimenti della Brigata del Colonnello Philip St. George Cocke.
A ovest Chinn Ridge fu occupata dalla Brigata del Colonnello Oliver O. Howard, della divisione di Heintzelman. Sempre verso le 16, due brigate confederate, guidate dal Colonnello Jubal A. Early e dal Brigadiere Generale Kirby Smith (sostituito dopo essere stato ferito dal Colonnello Arnold Elzey) schiacciarono la brigata di Howard. Beauregard ordinò quindi che tutta linea confederata avanzasse. Alle 17 l'armata di McDowell iniziava a disintegrarsi. Migliaia di unionisti iniziarono a lasciare il campo di battaglia per rifugiarsi a Centreville. Incapace di trattenere l'esodo di massa ordinò al Battaglione di Fanteria Regolare di Porter di agire come una retroguardia per permettere all'armata di ritirarsi. Il battaglione resistette brevemente, poi iniziò a ritirarsi in direzione est per riunirsi all'armata.

### La ritirata dell'Unione
La ritirata fu tutto sommato ordinata fino all'attraversamento del Bull Run, ma venne gestita male dagli ufficiali unionisti. Un vagone unionista venne ribaltato dal fuoco d'artiglieria nemico mentre passava un ponte sul Cub Run Creek, causando il panico nei federali. Nei disordini che seguirono furono abbandonati pezzi di artiglieria e carri di approvvigionamento e molti unionisti furono presi prigionieri. Aspettandosi una rapida vittoria dell'Unione, molti benestanti si erano radunati in prossimità del campo di battaglia per fare picnic. La strada della ritirata era quindi bloccata anche per la massa di civili che cercava di fuggire nelle carrozze.
Siccome le forze combinate di Johnson e Beauregard erano anch'esse molto disorganizzate, i due generali non vollero sfruttare a pieno il loro vantaggio, nonostante il parere contrario del Presidente Confederato Jefferson Davis. Un tentativo di raggiungere l'armata unionista fu effettuato dal fianco destro, con le Brigate dei Brigadieri Generali Milledge L. Bonham e James Longstreet. I due generali iniziarono a litigare da subito, e quando Bonham subì del fuoco d'artiglieria dalla Brigata di Richardson che bloccava la strada per Centreville pose fine all'inseguimento.

## Curiosità
- Il comandante del battaglione delle «Tigri della Louisiana» era il maggiore Chatham Roberdeau Wheat, che aveva combattuto già in Italia con Giuseppe Garibaldi[34].
- Tra le unità che parteciparono alla battaglia, sotto le insegne unioniste, vi era il 39º reggimento di fanteria, una formazione di bersaglieri garibaldini, meglio conosciuta come "Garibaldi Guard".
- Alla battaglia partecipò nell'esercito sudista la Continental Morgan Guard, che indossava riproduzioni di divise della Guerra d'Indipendenza Americana.
- Parte della battaglia venne combattuta sulla proprietà del fattore Wilmer McLean, che l'anno successivo decise di trasferirsi ad Appomattox per scampare alla guerra. Il caso volle tuttavia che proprio la sua nuova casa venisse selezionata nel 1865 per la firma della resa finale confederata.